# روسلانا

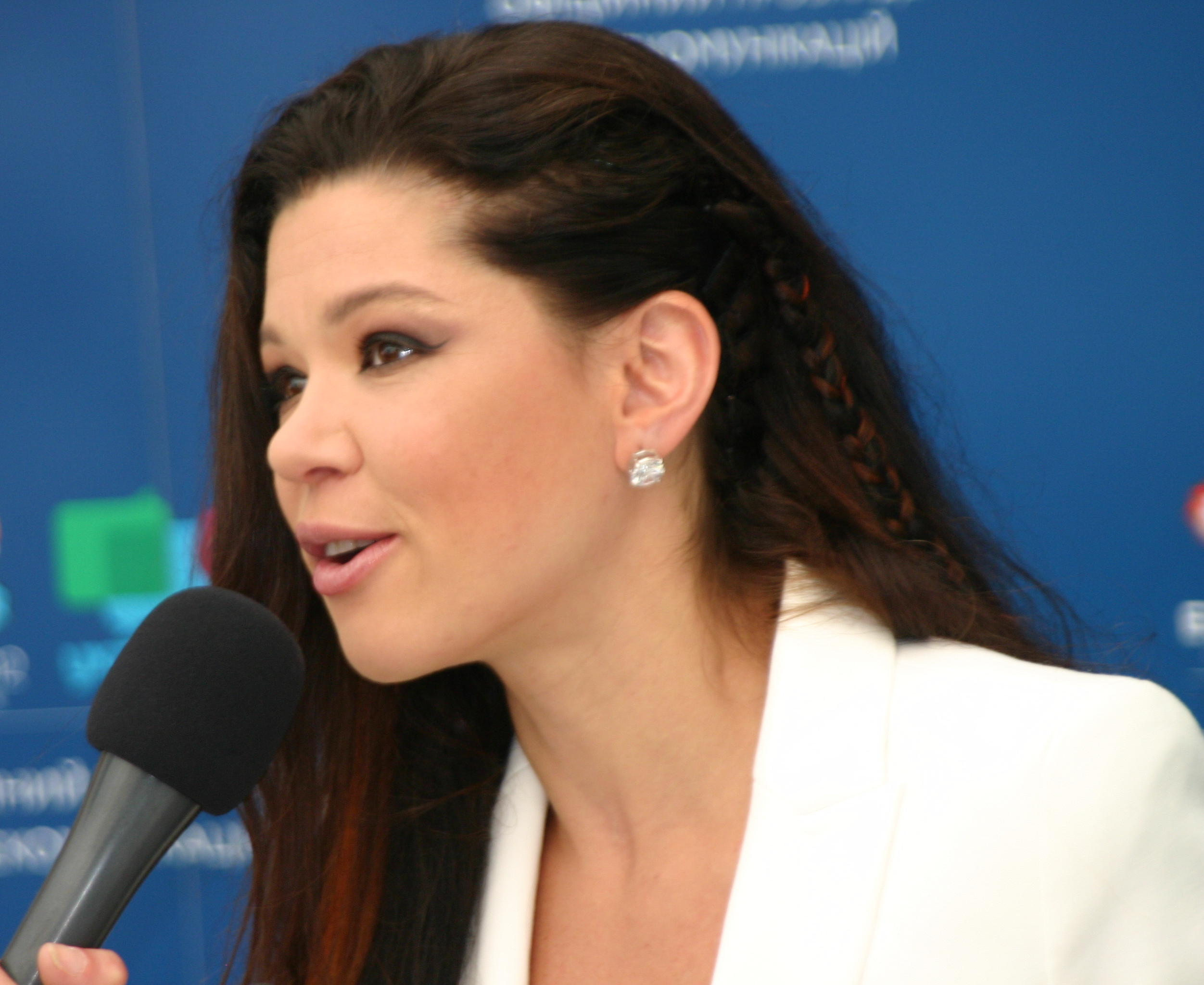
روسلانا در کیف

روسلانا استپانیونا لیژیچکو (به انگلیسی: Ruslana Stepanivna Lyzhychko) (به اوکراینی: Руслана Степанівна Лижичко)؛‏ زادهٔ ۲۴ مه ۱۹۷۳ در لویو، اتحاد جماهیر شوروی، خوانندهٔ موسیقی پاپ اهل اوکراین است. او در سال ۲۰۰۴ میلادی برندهٔ مسابقه آواز یوروویژن شده‌است. همچنین او از برندگان جایزه بین‌المللی زنان شجاع است.

## فعالیت سیاسی
روسلانا در سال ۲۰۰۴ از انقلاب نارنجی اوکراین حمایت می‌کرد. او در انتخابات ریاست جمهوری اوکراین سال ۲۰۰۴ میلادی از طرفدار ویکتور یوشچنکو بود و برای انتخابات سال ۲۰۱۰ از یولیا تیموشنکو حمایت می‌کرد.